# 安房国分寺

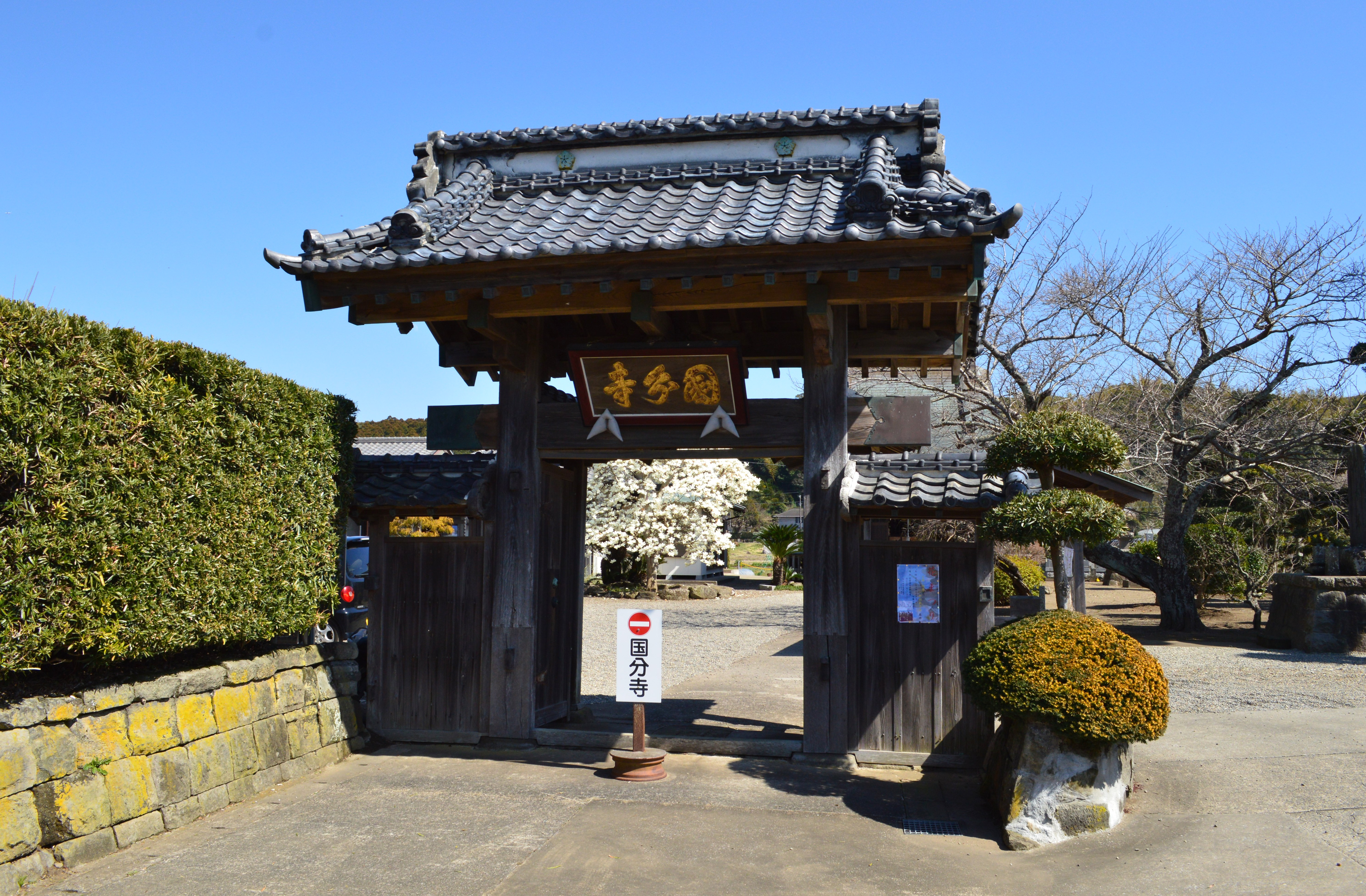
山門

安房国分寺（あわこくぶんじ）は、千葉県館山市国分にある真言宗智山派の寺院。山号は日色山。本尊は薬師如来。
奈良時代に聖武天皇の詔により日本各地に建立された国分寺のうち、安房国国分僧寺の後継寺院といわれる。本項では現寺院とともに、古代寺院跡である安房国分寺跡（千葉県指定史跡・館山市指定史跡）、および安房国分尼寺跡に関する議論についても解説する。

## 概要
館山市市街地から東方、海岸線から3キロメートルのかつての砂丘上（標高19メートル）に位置する。安房国分僧寺を継承する寺院と伝承され、現境内と重複して旧国分僧寺跡が立地するほか、北方約900メートルに旧国分尼寺跡の立地が推定される。ただし安房国には特殊な成立事情があるため、他国の国分寺とは異なり国分寺建立の詔から遅れた時期の創建とされる。
旧国分寺跡の推定境内域は、1957年（昭和32年）に館山市指定史跡に指定され、1992年（平成4年）には千葉県指定史跡に指定された。域内では1976年（昭和51年）から発掘調査が実施されており、金堂と見られる基壇や、寺域を区画した溝などが検出されている。なお、国分寺の立地する砂丘地帯は、縄文時代から中世までの遺跡の分布も知られる地域になる。

## 歴史

### 創建
| 年月                 | 年月                 | 出来事                                |
| -------------------- | -------------------- | ------------------------------------- |
| 養老2年（718年）     | 養老2年（718年）     | 安房・能登・石城・石背国の分立        |
| 天平13年（741年）    | 2月                  | <国分寺建立の詔>                      |
| 天平13年（741年）    | 12月                 | 安房国の上総国併合 能登国の越中国併合 |
| 天平勝宝9歳（757年） | 天平勝宝9歳（757年） | 和泉・安房・能登国の分立              |
| 承和6年（839年）     | 承和6年（839年）     | 和泉国分寺設置                        |
| 承和10年（843年）    | 承和10年（843年）    | 能登国分寺設置                        |
| 仁和2年（886年）     | 仁和2年（886年）     | 安房国分寺の史料上初見                |

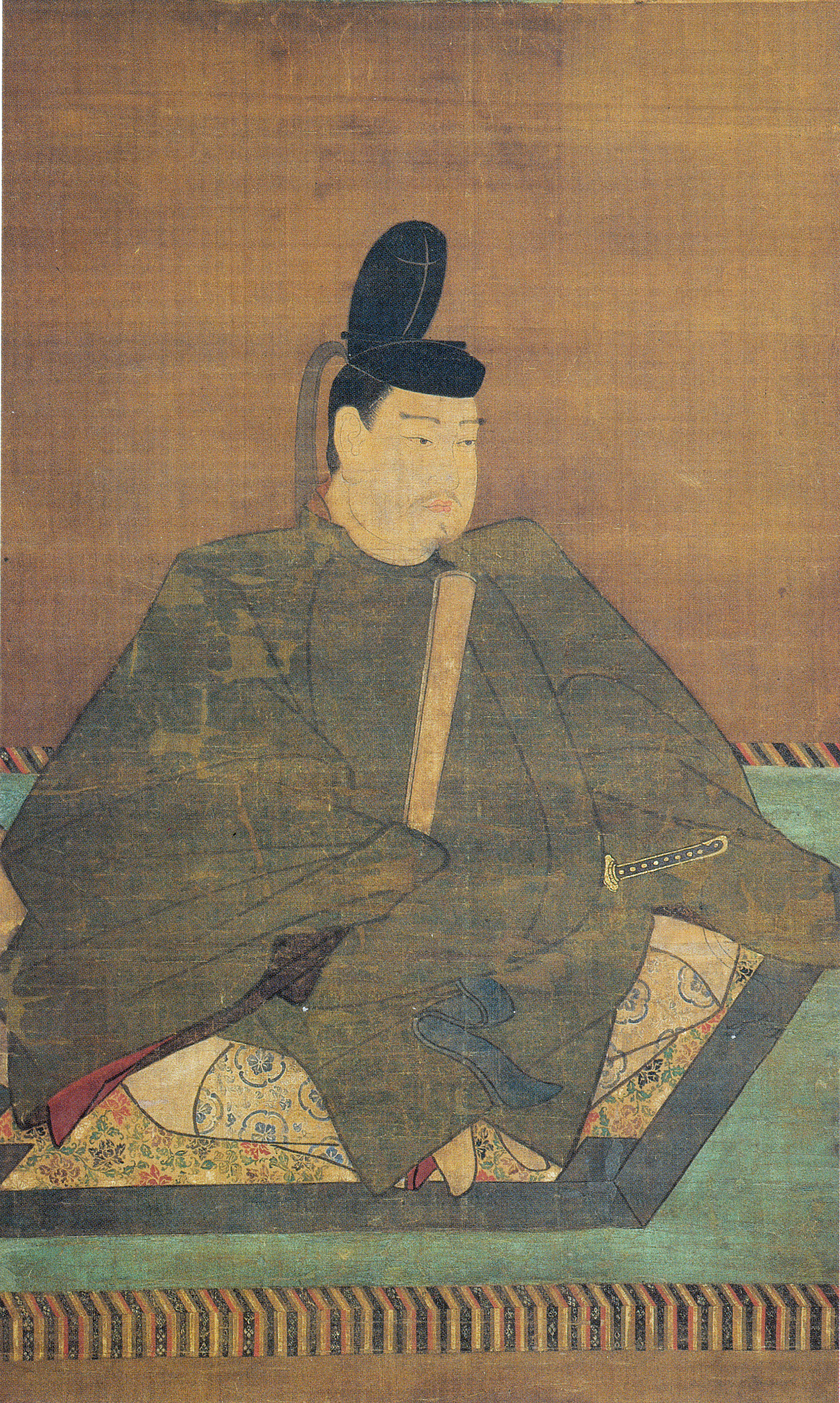
聖武天皇肖像

創建について文献からは詳らかでないが、出土遺物からは奈良時代後半頃と推定される。
一般に全国の国分寺は、天平13年（741年）の国分寺建立の詔の頃の創建とされる。しかし安房国の場合には、養老2年（718年）に上総国から分立して設置されたものの、天平13年12月に上総国に再併合され、天平勝宝9歳（757年）5月に再分立されるという経緯を辿っており、安房国分寺は他国から遅れる時期に創建されたと見られる。
安房国と同様に併合・分立を経た能登国・和泉国の場合、前者では承和10年（843年）に定額寺大興寺が能登国分寺に充てられ、後者では承和6年（839年）に和泉郡安楽寺が和泉国分寺に充てられている。安房国の場合に安房国分寺の設置記事は見えないが、能登国・和泉国と同様に、既存の定額寺が安房国分寺に充てられたとする説がある。
なお日色山国分寺（現国分寺）の寺伝では、詔以前の神亀4年（727年）、国司に付き従って安房に下向した史生の鹿屋脛代が、行基作の薬師仏を本尊とする堂宇を建立したことをもって創建と伝える。しかし現国分寺と旧国分寺の関係自体が詳らかでなく、伝承も明らかではない。

### 古代
『類聚三代格』では、仁和2年（886年）6月2日の太政官符に「彼国定国分寺、已置十僧」と見え、この頃までには安房国分寺の存在が認められる（史料上初見）。
延長5年（927年）成立の『延喜式』主税上の規定では、他国と異なり安房国の国分寺料に関する記載はない。これについて、上総国から充当されたと推測する説があるが明らかでない。

### 中世・近世
中世頃の変遷は不詳。旧国分寺との連続性は明らかでないが、応安2年（1369年）には安房国分寺の僧が大般若経の書写を行なっているほか、現国分寺境内には南北朝時代の頃と見られる五輪塔が伝世される。
江戸時代の享保20年（1735年）には本堂が再建された。

### 近代以降
- 1932年・1934年（昭和7年・9年）、平野元三郎・滝口宏による境内調査。多量の瓦を検出[5]。
- 1957年（昭和32年）12月16日、「安房国分寺跡」として館山市指定史跡に指定[3]。
- 1976-1978年（昭和51-53年）、第1次-第3次発掘調査（早稲田大学考古学研究室ほか）。金堂基壇・寺域区画溝（推定）などを検出[5]。
- 1992年（平成4年）2月28日、「安房国分寺跡」として千葉県指定史跡に指定[4]。
- 1994年（平成6年）、第4次発掘調査。墓地建設工事に伴う調査で寺域区画溝（推定）などを検出[5]。
- 1998年（平成10年）、第5次発掘調査。民家建設に伴う確認調査で寺域区画溝（推定）を検出[5]。
- 2010年（平成22年）、第6次発掘調査。溝の確認調査[5]。

## 安房国分寺跡

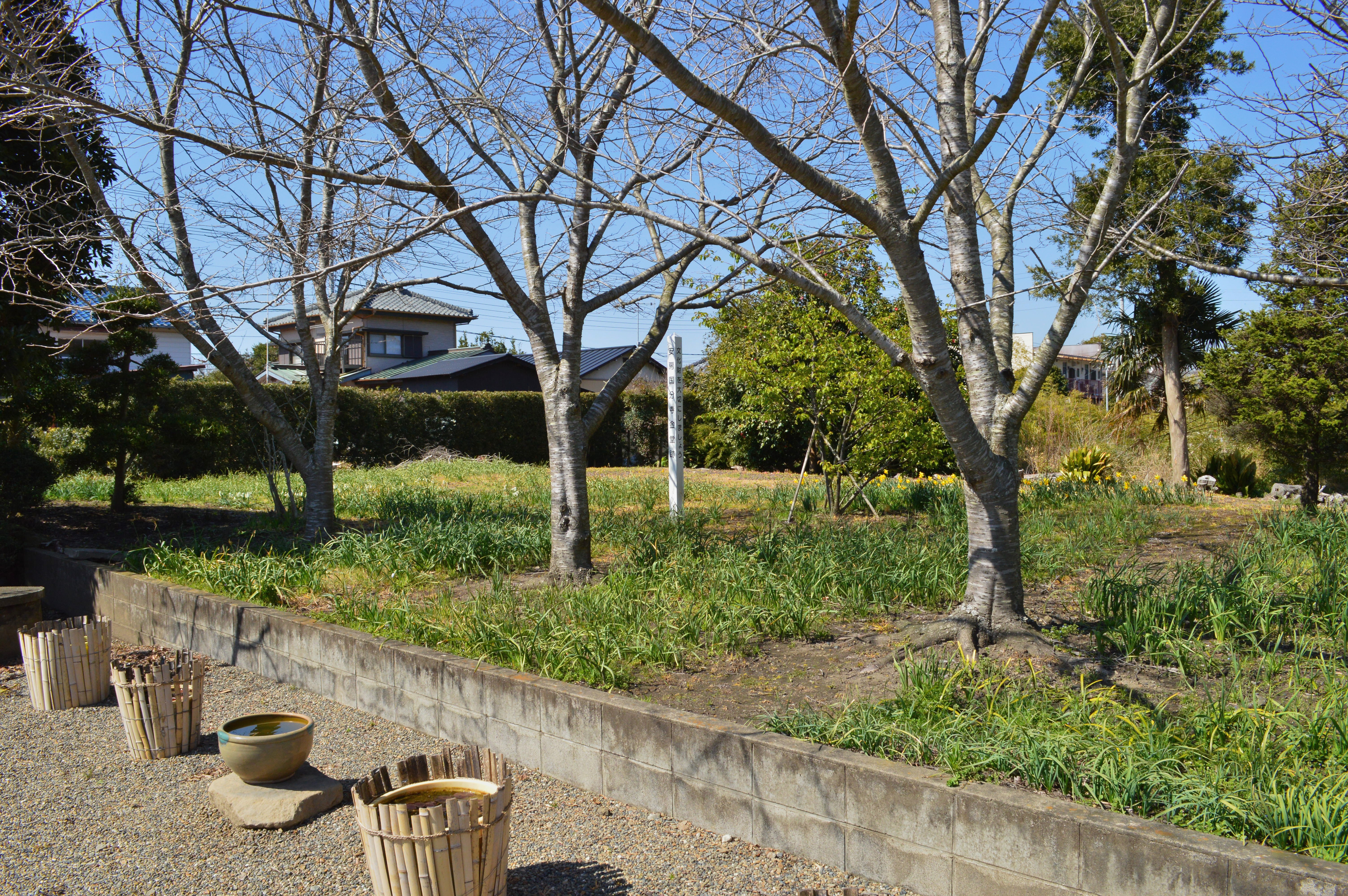
僧寺跡 金堂

僧寺跡は、現国分寺境内と重複して立地する（北緯34度59分37.37秒 東経139度53分21.74秒 / 北緯34.9937139度 東経139.8893722度）。これまでに数次の発掘調査が実施されているが、下総国分寺跡・上総国分寺跡のような伽藍配置の複数堂宇は認められず、金堂跡と見られる堂宇1宇のみが認められている。その推定金堂跡は、版築による基壇が東西22メートル、南北15メートルを測る。そのほかには寺域区画線と見られる溝が寺域東辺・南辺で見つかっている。
また僧寺跡の寺域からは、これまでに多量の瓦が出土している。瓦の様相としては、「素縁七葉素弁蓮華文」という文様や製作技法に強い在地色が指摘される。そのほかの出土品のうちでは、三彩の獣脚（金堂の本尊前に置かれた火舎香炉の脚か）が、全国でも珍しいものとして注目される。また現国分寺境内では、旧国分寺跡のものと見られる礎石4個も伝世されている。

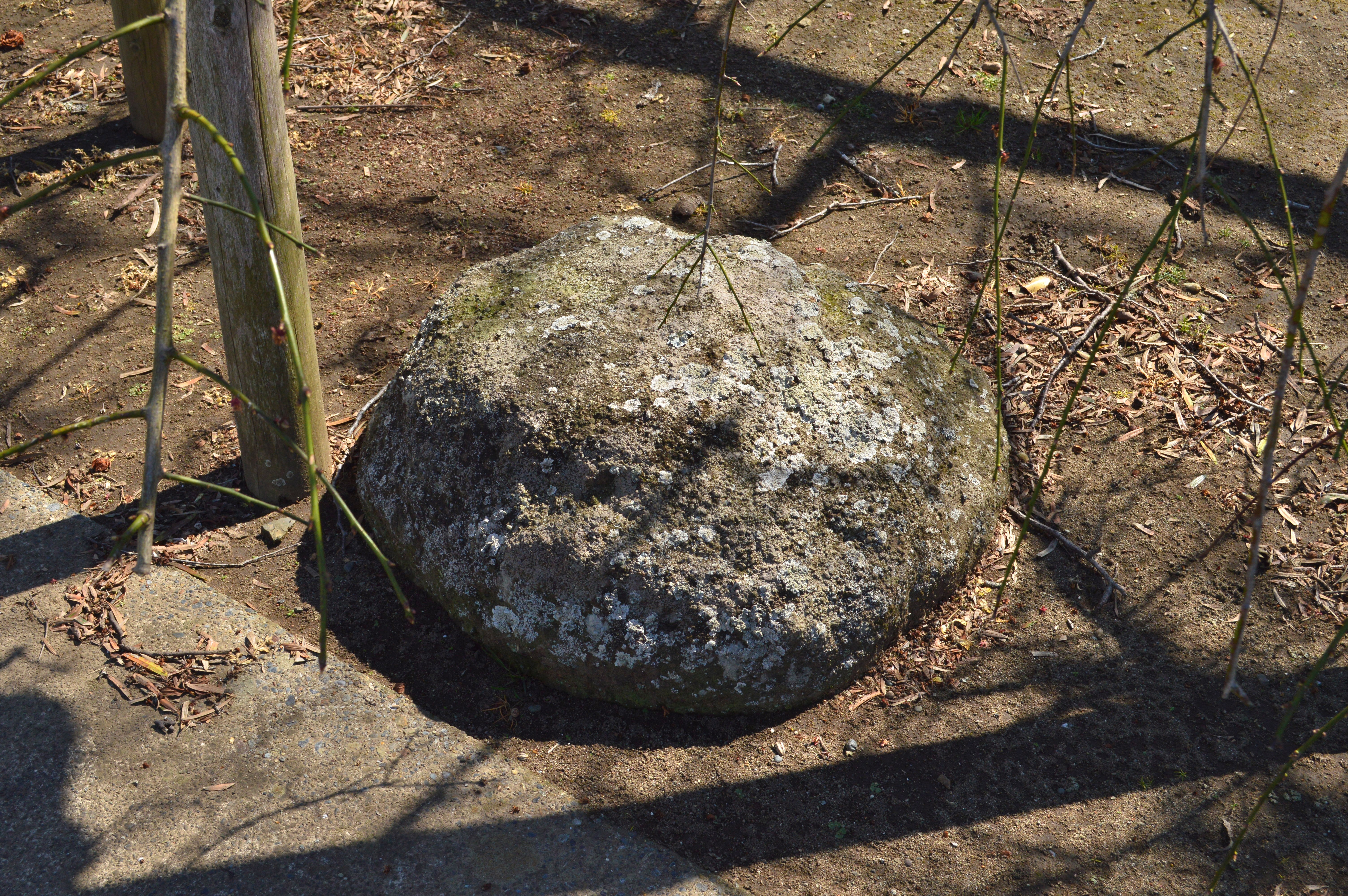
礎石
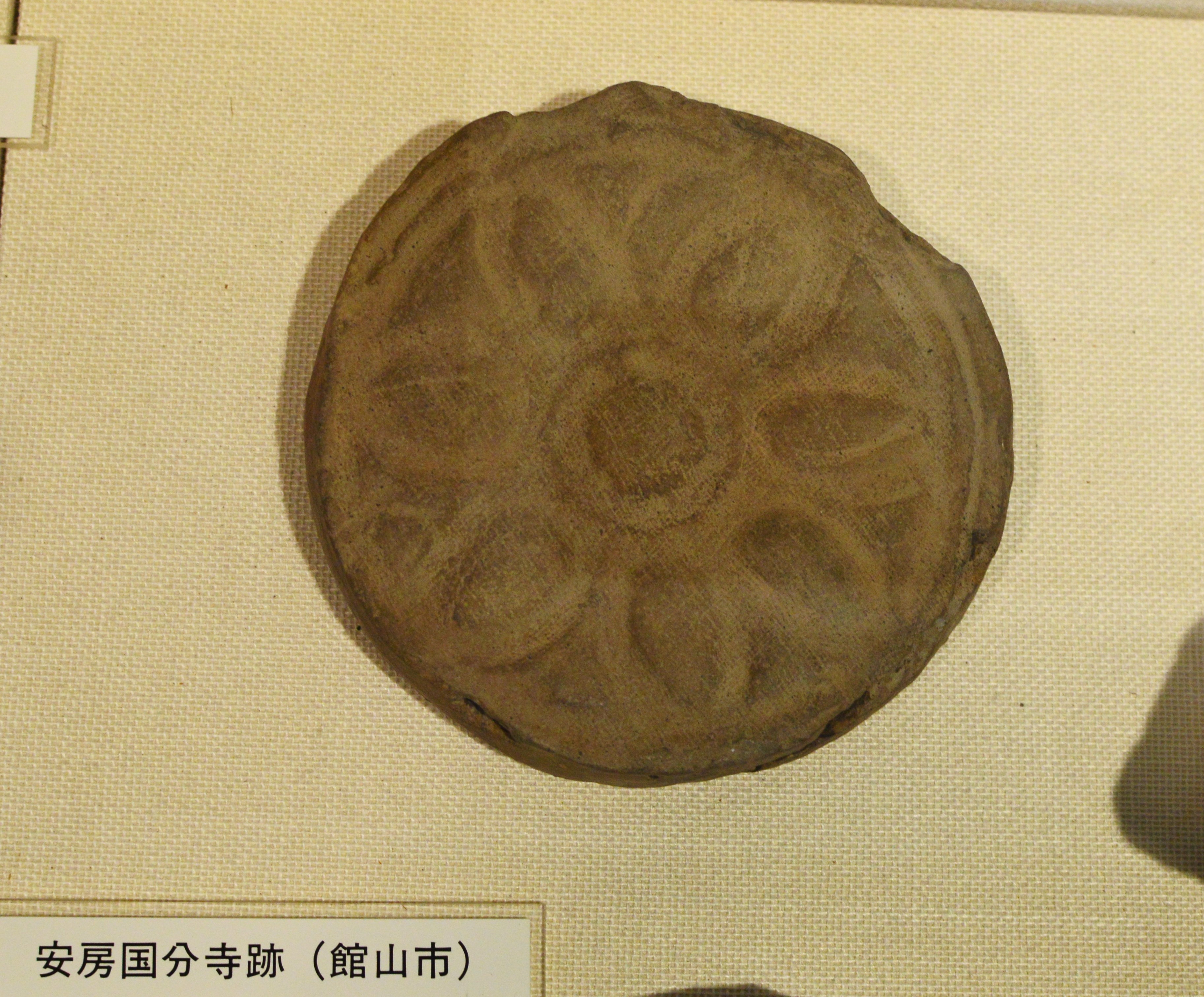
出土瓦 史跡上総国分尼寺跡展示館展示。

## 安房国分尼寺跡
尼寺跡の所在は明らかでない。北方約900メートルの萱野地区において「アマンボウ」という地名が残るが、これを「尼坊」にあてて国分尼寺の推定地に挙げる説がある。
そのほかに、南房総市増間の増間廃寺（布目瓦が出土）について「尼堂」の伝承が残るほか、南房総市府中の宝樹院にも尼寺とする伝承が残るが、詳らかではない。

## 文化財

### 千葉県指定文化財
- 史跡
  - 安房国分寺跡 - 1992年（平成4年）2月28日指定[4]。

### 館山市指定文化財
- 史跡

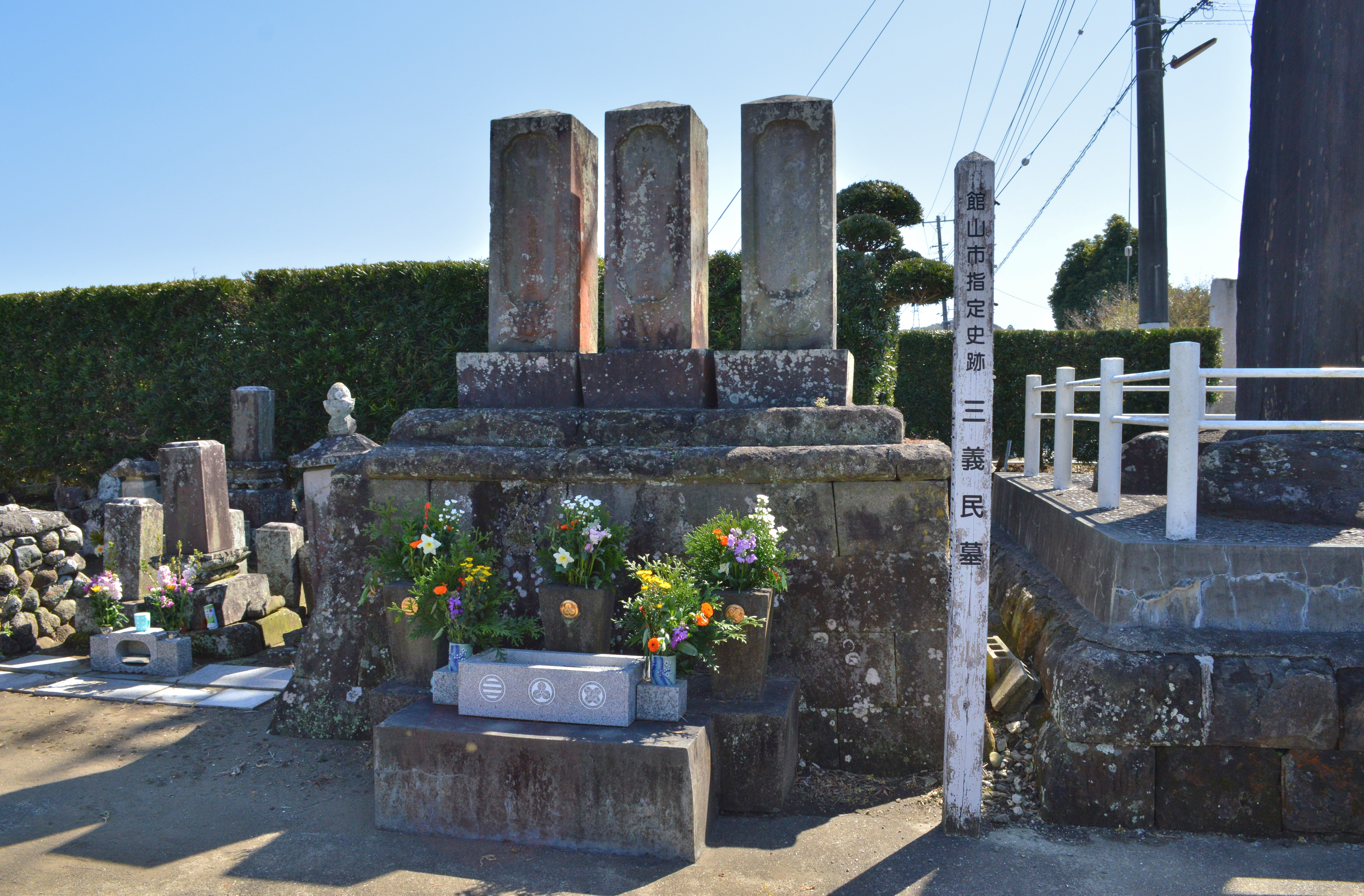
三義民墓（館山市指定史跡）

  - 安房国分寺跡 - 1957年（昭和32年）12月16日指定[3]。
  - 三義民刑場跡及び墓 - 万石騒動に関連する史跡。うち墓が安房国分寺境内に残る（刑場は国分寺境外）。1974年（昭和49年）2月21日指定[3]。

## 現地情報
所在地
- 千葉県館山市国分959-2

交通アクセス
- 館山駅（東日本旅客鉄道（JR東日本）内房線）から、日東バス（館山鴨川線または館山千倉線）で「国分寺前」バス停下車 （下車後徒歩すぐ）

関連施設
- 館山市立博物館（館山市館山） - 安房国分寺跡の出土品等を展示。

周辺
- 三義民刑場跡 - 館山市指定史跡。
- 孝子塚 - 館山市指定史跡。